# Polygonum arenastrum
Polygonum arenastrum är en slideväxtart som beskrevs av Claude Thomas Alexis Jordan och Alexandre Boreau. Polygonum arenastrum ingår i släktet trampörter, och familjen slideväxter.

## Underarter
Arten delas in i följande underarter:
- P. a. calcatum
- P. a. caspicum
- P. a. microspermum